# Harold Lloyd

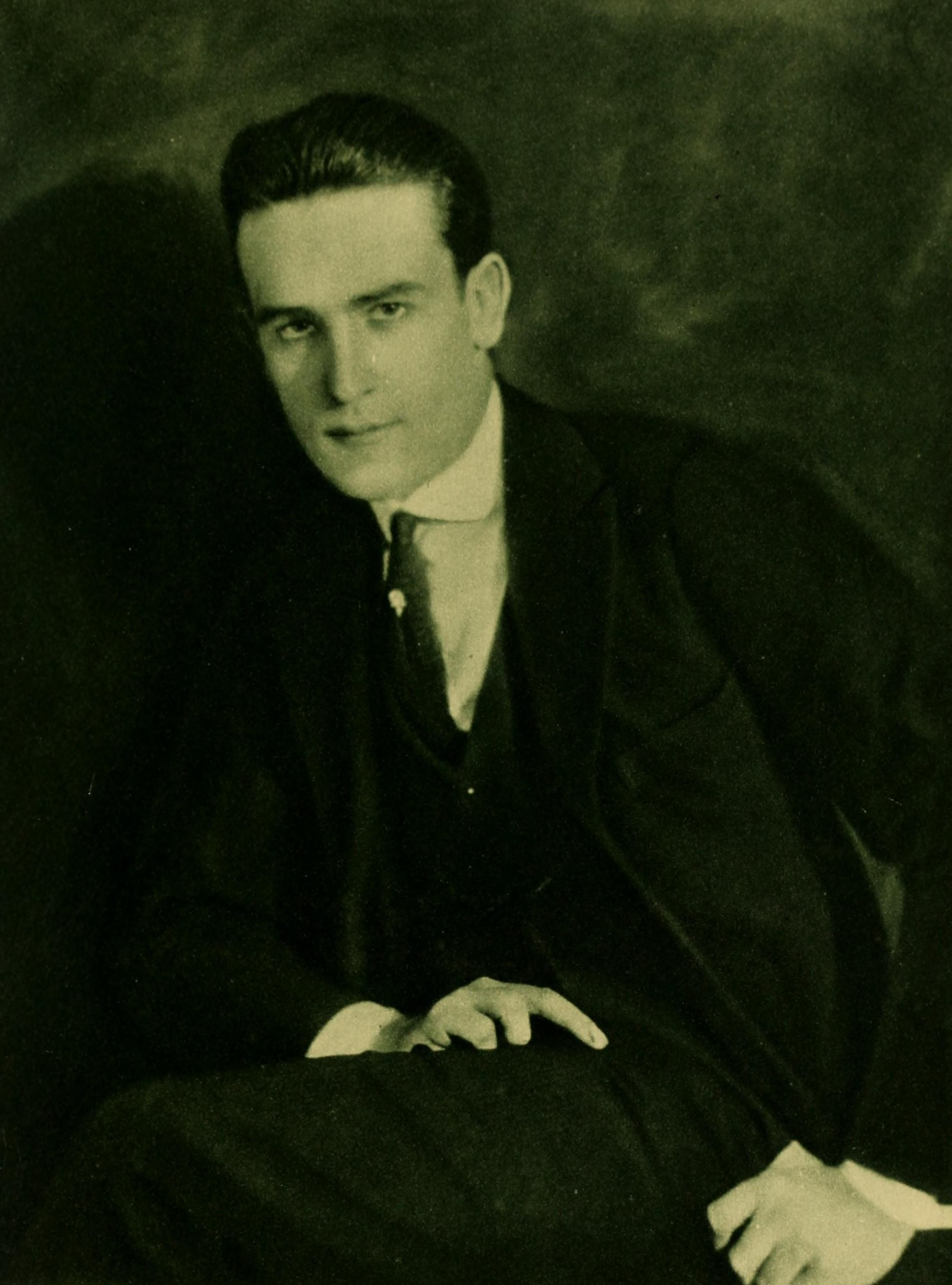
Portrét (Alfred Cheney Johnston, 1921).

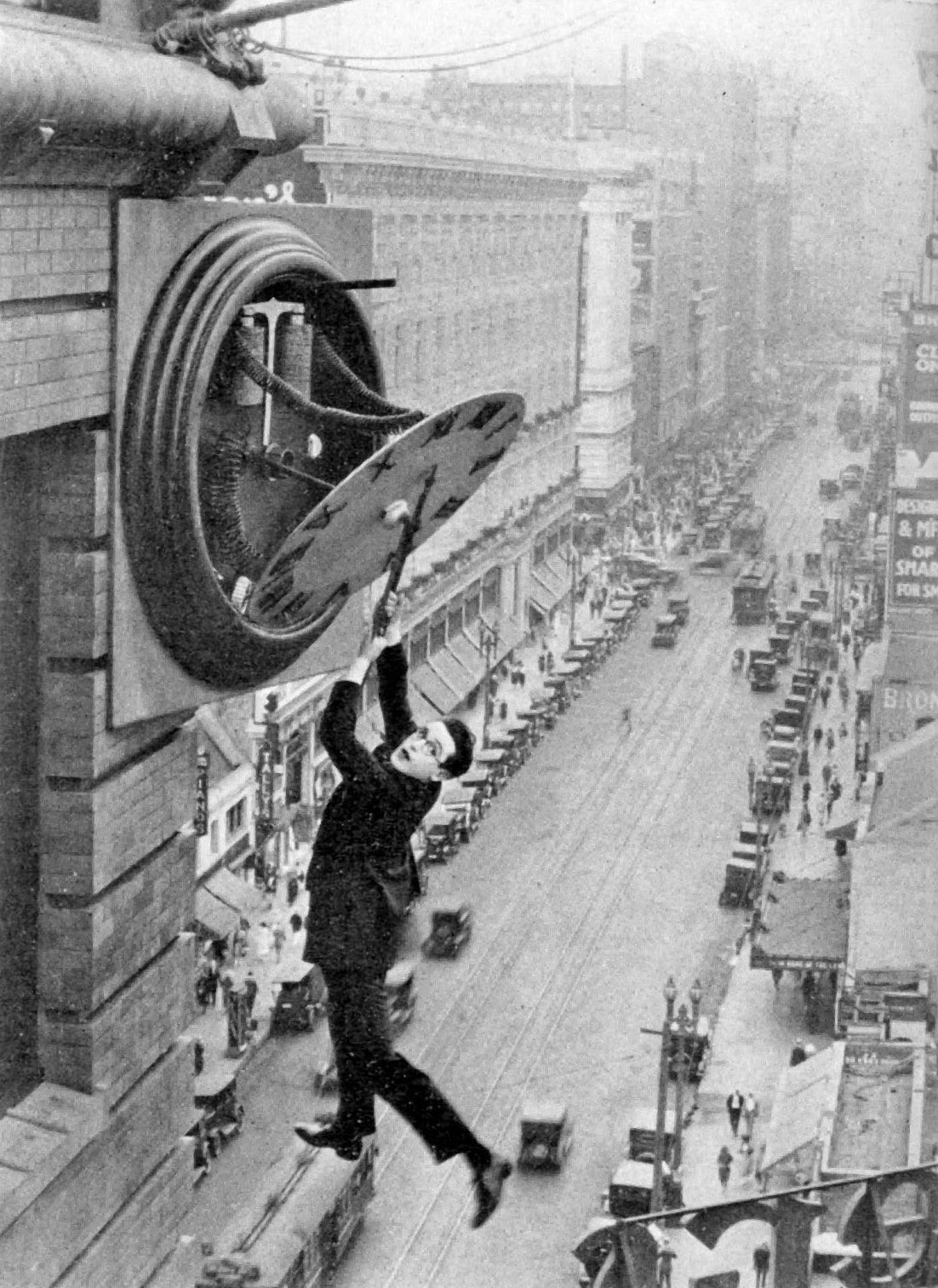
Harol Lloyd ve snímku O patro výš z roku 1923

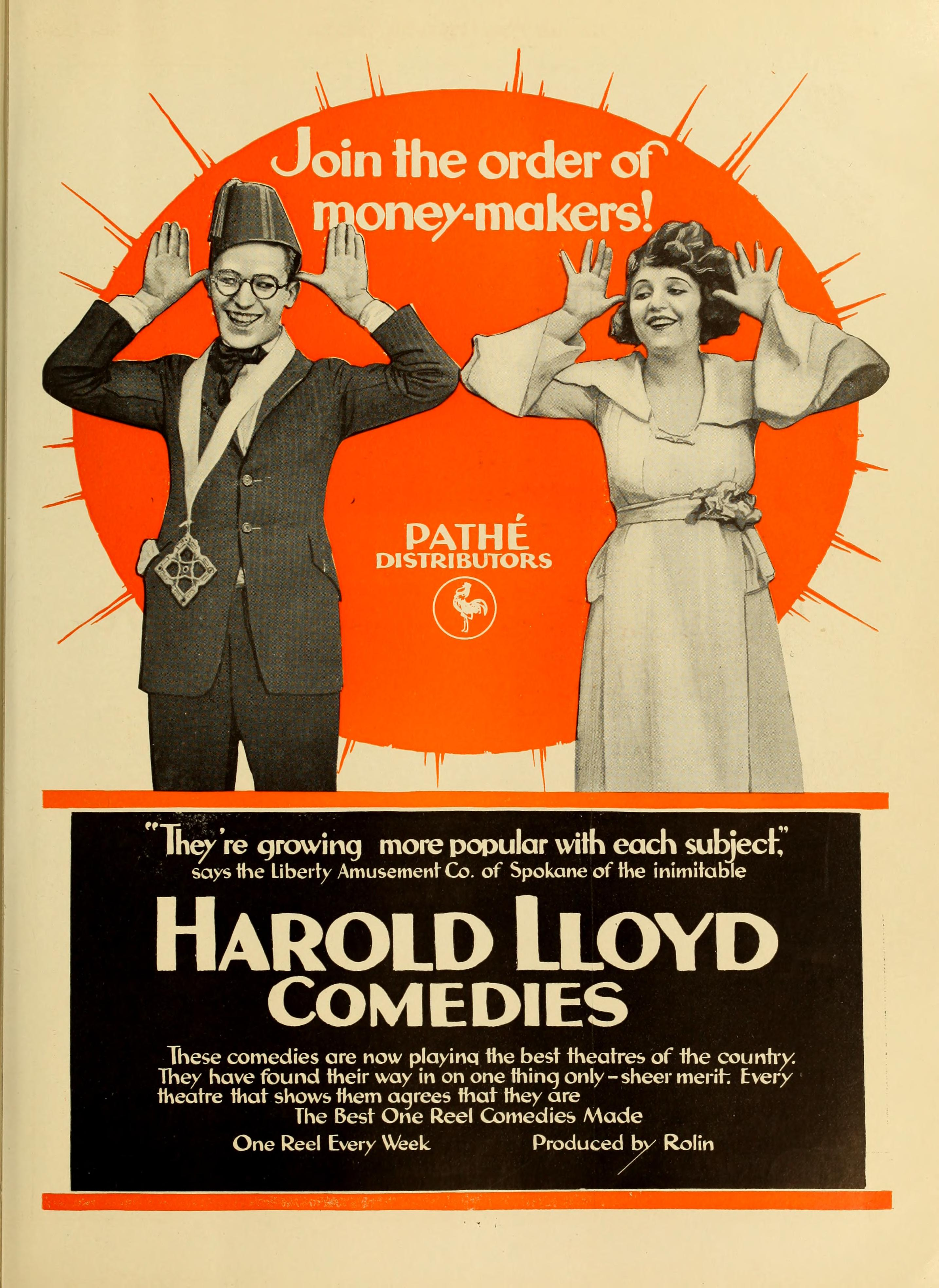
Reklama (1919

Harold Lloyd (20. dubna 1893, Burchard, Nebraska, USA – 8. března 1971 Beverly Hills, Los Angeles, Kalifornie, USA) byl americký filmový herec-komik a producent, vedle Charlie Chaplina jedna z velkých amerických filmových hvězd éry němých grotesek. Během svého života mezi léty 1913 až 1947 natočil přibližně 200 němých i zvukových grotesek a komedií. Ve své době byl i velice komerčně úspěšný. Jeho filmová image nešikovného muže s brejličkami ve slamáku je od roku 1918 dobře známa dodnes.

## Životopis
Divadlu se věnoval už od dětství, v němých filmech hrál už od roku 1913, kdy se přistěhoval do Kalifornie. Spřátelil se s producentem Halem Roachem, u kterého natáčel své první úspěšné filmy a stal se největší hvězdou jeho filmové společnosti.
Jeho filmy se vyznačovaly mnoha honičkami, krkolomnými a nebezpečně odvážnými scénami. Mezi jeho neslavnější a nejznámější snímek patří film O patro výš, kde téměř celou dobu šplhá po stěně mrakodrapu, zde musel projevit značnou dávku gymnastických a akrobatických dovedností a dobré fyzické kondice.
Svoje filmy většinou natáčel sám a bez dublerů, v roce 1919 při natáčení filmu přišel při výbuchu o dva prsty na pravé ruce, což musel později ve filmech maskovat speciální rukavicí.
V roce 1923 se oženil s herečkou Mildred Davisovou, která byla i jeho filmovou partnerkou a měl s ní i dvě děti.
V roce 1952 obdržel speciálního Oscara za svoji celoživotní činnost. Má hned dvě hvězdy na hollywoodském chodníku slávy.

## Populární i po smrti
V roce 1962 vytvořil jeho stejnojmenný syn o svém otci film, který byl sestřihem jeho nejslavnějších filmových komedií. Film byl promítán s velkým úspěchem jak v Cannes, tak i u nás pod prostým názvem Harold Lloyd.